# Арапя
 Тази статия е за местността.  За ледника в Антарктика вижте Арапя (ледник).  
Арапя е нос с къмпинг наблизо в южната част на българското Черноморие.
Разположен е между курортите Лозенец и Царево в живописен залив, заобиколен от борови и широколистни гори. Както и в миналото, и днес къмпингът е основно посещаван от полски, чешки и български туристи през летния сезон.
Основан в средата на 60-те години на XX век, къмпингът привлича много туристи. В началото на новия век мястото започва безразборно да се застроява без изграждане на инфраструтура. Понастоящем няколко хотела, много бунгала, десетина заведения и няколко 3-етажни къщи за гости. Традиционният къмпинг практически не съществува. Има все още няколко парцела по 5 – 6 декара, функциониращи като къмпинг, както и новото място, наречено „зона Кракен“, предлагащо условия за къмпингуване.
Известно време името му е сменено на „Българка“. Предпочитано място за сърфисти поради наличието на вятър. Хубава плажна ивица с 3 залива – голям плаж, малък плаж и миден залив.